# Pomaderris briagolensis
Pomaderris briagolensis är en brakvedsväxtart som beskrevs av Andre Messina. Pomaderris briagolensis ingår i släktet Pomaderris och familjen brakvedsväxter. Inga underarter finns listade i Catalogue of Life.